# Okamoto-Uchiyama-Kryptosystem
Das Okamoto-Uchiyama-Kryptosystem ist ein semantisch sicherer, asymmetrischer Verschlüsselungsalgorithmus. Es wurde erstmals im Jahr 1998 von Tatsuaki Okamoto und Shigenori Uchiyama an der Eurocrypt, einer der größten jährlich stattfindenden Kryptographiekonferenzen, vorgestellt. Das Verfahren ist additiv-homomorph, was bedeutet, dass durch die Multiplikation zweier Schlüsseltexte die Klartexte addiert werden. Es ist also nicht nötig, die Schlüsseltexte zu entschlüsseln, um auf den Klartexten operieren zu können.

## Verfahren
Wie viele asymmetrische Verschlüsselungsverfahren arbeitet das Okamoto-Uchiyama-Kryptosystem in der Gruppe {\displaystyle (\mathbb {Z} /n\mathbb {Z} )^{*}}. Allerdings ist der verwendete Modul {\displaystyle n} im Gegensatz zu anderen Verfahren, z. B. RSA, von der Form {\displaystyle n=p^{2}q}, wobei {\displaystyle p,q} große Primzahlen sind. Das Verfahren ist homomorph und leidet daher unter den damit einhergehenden Problemen.

### Erzeugung des öffentlichen und privaten Schlüssels
Das Schlüsselpaar wird folgendermaßen generiert:
- Man generiert zwei Primzahlen {\displaystyle p,q} gleicher Bitlänge {\displaystyle k}, und setzt {\displaystyle n=p^{2}q}. In der Praxis sollte {\displaystyle n} zumindest 1024, besser jedoch 1536 oder 2048 Binärstellen haben.
- Man wählt {\displaystyle g} zufällig in {\displaystyle (\mathbb {Z} /n\mathbb {Z} )^{*}} sodass {\displaystyle g_{p}=g^{p-1}{\bmod {p}}^{2}} Ordnung {\displaystyle p} hat.
- Man definiert {\displaystyle h=g^{n}{\bmod {n}}}

Der öffentliche Schlüssel besteht aus {\displaystyle (n,g,h,k)}, der private Schlüssel aus {\displaystyle (p,q)}.

### Verschlüsseln von Nachrichten
Um eine Nachricht {\displaystyle m} mit {\displaystyle 0<m<2^{k-1}} zu verschlüsseln, verfährt man wie folgt:
- Zuerst wählt man ein zufälliges {\displaystyle r\in \mathbb {Z} /n\mathbb {Z} }.
- Die verschlüsselte Nachricht ist dann gegeben durch {\displaystyle c=g^{m}h^{r}{\bmod {n}}}.

### Entschlüsseln von Nachrichten (Decodierung)
Zum Entschlüsseln definiert man zuerst die Funktion {\displaystyle L(x)={\frac {x-1}{p}}}. Dann erhält man die ursprüngliche Nachricht folgendermaßen:
- Man definiert {\displaystyle c_{p}=c^{p-1}{\bmod {p}}^{2}}.
- Man setzt {\displaystyle m={\frac {L\left(c_{p}\right)}{L\left(g_{p}\right)}}{\bmod {p}}}.

Im letzten Schritt ist zu beachten, dass die Division modulo {\displaystyle p} durchgeführt werden muss, d. h., durch Multiplikation mit dem multiplikativ Inversen. Die Division in der Berechnung von {\displaystyle L()} wird über den ganzen Zahlen ausgeführt.

## Korrektheit des Okamoto-Uchiyama Kryptosystems
Für eine ungerade Primzahl {\displaystyle p} definiert man die p-Gruppe von {\displaystyle (\mathbb {Z} /p^{2}\mathbb {Z} )^{*}} als
{\displaystyle \Gamma =\left\{x\in (\mathbb {Z} /p^{2}\mathbb {Z} )^{*}:x\equiv 1\mod p\right\}}.
Das heißt, {\displaystyle \Gamma } enthält genau jene Elemente von {\displaystyle (\mathbb {Z} /p^{2}\mathbb {Z} )^{*}}, welche bei Division durch {\displaystyle p} den Rest 1 liefern.
Man definiert dann die logarithmische Funktion {\displaystyle L} auf den Elementen von {\displaystyle \Gamma } als
{\displaystyle L(x)={\frac {x-1}{p}}}.
Dieser Wert ist immer ganzzahlig, da für alle {\displaystyle x\in \Gamma } gilt, dass {\displaystyle x-1\equiv 0\mod p}.
Es gilt nun:
{\displaystyle L(xy\mod p^{2})=L(x)+L(y)\mod p}.
Beweis:
{\displaystyle {\begin{aligned}L(xy\mod p^{2})&={\frac {xy-1}{p}}\mod p\\&={\frac {(x-1)(y-1)+(x-1)+(y-1)}{p}}\mod p\\&={\frac {x-1}{p}}(y-1)+{\frac {x-1}{p}}+{\frac {y-1}{p}}\mod p\\&=L(x)(y-1)+L(x)+L(y)\mod p\\&=L(x)+L(y)\mod p\end{aligned}}}
Die erste Gleichung gilt wegen {\displaystyle L(xy)={\frac {xy-1\mod p^{2}}{p}}={\frac {xy-1}{p}}\mod p}. Die letzte Gleichung gilt, da nach der obigen Beobachtung {\displaystyle y-1=0\mod p} gilt.
Falls nun für ein {\displaystyle x} gilt, dass {\displaystyle L(x)\neq 0\mod p}, und weiters {\displaystyle y=x^{m}\mod p^{2}} für ein {\displaystyle m\in (\mathbb {Z} /p\mathbb {Z} )^{*}} ist, erhält man ferner
{\displaystyle m={\frac {L(y)}{L(x)}}\mod p}.
In dieser Beziehung liegt auch der Grund für den Namen logarithmische Funktion, da der diskrete Logarithmus von {\displaystyle y} in Basis {\displaystyle x} berechnet wird.
Beweis:
Dies folgt trivial aus der vorherigen Eigenschaft, weil {\displaystyle L(y)=L(x^{m}\mod p^{2})=L(x)+\dots +L(x)=mL(x)\mod p} und {\displaystyle 0\leq m<p} gilt.
Daraus folgt nun insgesamt die Korrektheit des Verfahrens, dass also
{\displaystyle m'={\frac {L\left(c_{p}\right)}{L\left(g_{p}\right)}}\mod p}
tatsächlich mit der ursprünglichen Nachricht {\displaystyle m} übereinstimmt.
Beweis:
Wir beobachten zuerst, dass
{\displaystyle (g^{m}h^{r})^{p-1}=(g^{m}g^{nr})^{p-1}=(g^{p-1})^{m}g^{p(p-1)rq}=(g^{p-1})^{m}\mod p^{2}},
wobei für die letzte Gleichung der Satz von Lagrange verwendet wurde. Wir erhalten dann:
{\displaystyle m'={\frac {L\left(c_{p}\right)}{L\left(g_{p}\right)}}={\frac {L\left(c^{p-1}\right)}{L\left(g^{p-1}\right)}}={\frac {L\left((g^{m}h^{r})^{p-1}\right)}{L\left(g^{p-1}\right)}}={\frac {L\left((g^{p-1})^{m}\right)}{L\left(g^{p-1}\right)}}=m\mod p}.
Wichtig ist hier, dass {\displaystyle 0<m<2^{k-1}}, und damit auch {\displaystyle m<p} erfüllt war, da {\displaystyle p} nach Voraussetzung eine Zahl mit k Bit Länge war.

## Sicherheit
Unter der p-Untergruppen-Annahme kann gezeigt werden, dass das Verfahren semantisch sicher ist. Das Invertieren der Verschlüsselung ist bewiesenermaßen ebenso komplex wie das Faktorisieren des Moduls {\displaystyle n}.

## Homomorphieeigenschaften
Wie bei allen homomorphen Verschlüsselungsverfahren kann ein Angreifer einen Schlüsseltext derart verändern, dass er zu einem mit dem ursprünglichen Klartext verwandten Klartext entschlüsselt wird. Sei zum Beispiel {\displaystyle c} die Verschlüsselung eines unbekannten Wertes {\displaystyle m}. Dann kann durch Multiplikation mit {\displaystyle g^{\Delta m}} der verschlüsselte Wert sehr einfach um jeden beliebigen Wert {\displaystyle \Delta m} verändert werden:
{\displaystyle c'=cg^{\Delta m}\mod n=g^{m}h^{r}g^{\Delta m}\mod n=g^{m+\Delta m}h^{r}\mod n}.
Auf ähnlich Weise kann man auch den unbekannten Klartext auch mit einem beliebigen Faktor {\displaystyle f} multiplizieren, indem man den Schlüsseltext exponentiert:
{\displaystyle c'=c^{f}\mod n=g^{fm}h^{fr}\mod n=g^{fm}h^{r'}\mod n}.
Um hier allerdings ein vernünftiges Resultat zu erreichen (z. B., eine Verdoppelung des Klartextes), muss garantiert sein, dass {\displaystyle f\cdot m<p} gilt, bzw. sogar {\displaystyle f\cdot m<2^{k-1}}, damit der Empfänger aus der Entschlüsselung keine Rückschlüsse auf die Manipulation ziehen kann (alle korrekt verschlüsselten Klartexte dürfen laut Vorschrift ja höchstens {\displaystyle k-1} Bits lang sein).

### Vorteile
Die homomorphen Eigenschaften werden u. a. im Zusammenhang mit den folgenden Anwendungen ausgenützt.
- E-Voting: Nachdem jeder Wahlberechtigte seine Stimme (im einfachsten Fall eine 1 für ja, eine 0 für nein) verschlüsselt und an die Wahlbehörde übermittelt hat, werden alle Schlüsseltexte multipliziert, und die resultierende Verschlüsselung enthält die Verschlüsselung der Gesamtanzahl an Ja-Stimmen. Durch Entschlüsseln erhält man nun das Wahlergebnis. Wichtig ist, dass die den ersten Schritt ausführende Partei keine Kenntnis des geheimen Schlüssels benötigt, wodurch keine einzelnen Stimmen entschlüsselt werden können.
- eCash
- Zero-Knowledge-Beweise im Universal Composability Modell

### Nachteile
Aufgrund der angeführten Homomorphieeigenschaften ist das Verfahren allerdings nicht IND-CCA sicher, d. h. nicht sicher unter gewählten Schlüsseltext-Angriffen. Jedes Verschlüsselungssystem, das diese Sicherheit besitzt müsste nämlich auch nicht-verformbar sein, eine Eigenschaft die zur Homomorphie im Widerspruch steht. In der Literatur findet man auch Transformationen, das System in eine IND-CCA sichere Variante zu transformieren. Ob diese Transformationen angebracht sind oder nicht, ist von der jeweiligen Anwendung abhängig.

## Vollständiges Beispiel
Die oben angeführten Schritte sollen hier an einem kleinen Beispiel veranschaulicht werden.

### Schlüsselerzeugung
Zunächst werden zwei geheime Primzahlen gewählt, beispielsweise {\displaystyle p=1.019} und {\displaystyle q=883}. Beide haben in der Binärdarstellung 10 Bits, d. h., es ist {\displaystyle k=10}. Damit ergibt sich weiters:
- {\displaystyle n=p^{2}\cdot q=916.872.763}

Die zufällige, passende Wahl von {\displaystyle g} liefert
- {\displaystyle g=332.706}
- {\displaystyle g_{p}=g^{p-1}\mod p^{2}=899.778}, wobei {\displaystyle g_{p}^{p}=1\mod n} und {\displaystyle g^{p}\neq 1\mod p^{2}} gilt.
- {\displaystyle h=g^{n}\mod n=344.141.213}

Der öffentliche Schlüssel ist damit gegeben durch: {\displaystyle (n,g,h,k)=(916.872.763,332.706,344.141.213,10).}
Der geheime Schlüssel lautet {\displaystyle (p,q)=(1.019,883)}.

### Vorarbeiten
In einem ersten Schritt muss der zu verschlüsselnde Text in Zahlen kleiner als {\displaystyle 2^{k-1}=2^{9}=512} übersetzt werden. Wir ersetzen dazu einfach jeden Buchstaben durch seine Position im Alphabet:
```
A=01 B=02 C=03 usw. (00 = 
Leerzeichen
)
```

Wir verschlüsseln nun jedes Zeichen einzeln, da zwei aufeinanderfolgende Buchstaben u. U. einen zu großen Wert liefern könnten.
```
Klartext:  O  U  K
Kodierung: 15 21 11
```

### Verschlüsselung
Wir haben drei zu verschlüsselnde Klartexte ({\displaystyle m_{1}=15}, {\displaystyle m_{2}=21} und {\displaystyle m_{3}=11}), für die wir jeweils ein {\displaystyle r_{i}} benötigen.
```
r
1
 = 523.423.432
r
2
 =  43.412.311
r
3
 = 633.186.663
```

Die Verschlüsselungen {\displaystyle c_{i}} ergeben sich damit zu:
```
c
i
 = g
m
i
h
r
i
 mod n
c
1
 = 332706
15
 344141213
523423432
 mod 916872763 = 289652071
c
2
 = 423840839
c
3
 = 684226192
```

### Entschlüsselung
Wir können die Nachrichten entschlüsseln durch:
```
m
i
 = L(c
i
p-1
 mod p
2
) / L(g
p
) mod p
```

Wichtig ist hier, dass die Division {\displaystyle \mod p} ausgeführt wird. Wir berechnen daher mittels des erweiterten Euklidischen Algorithmus das multiplikative Inverse von {\displaystyle L(g_{p})} modulo {\displaystyle p} und erhalten damit {\displaystyle L(g_{p})^{-1}=502\mod p}. Damit ergibt sich die Entschlüsselung zu:
```
m
1
 = L(289652071
1018
 mod 1038361) * 502 mod 1019 = 15
m
2
 = 21
m
3
 = 11
```

Durch Invertierung der Substitutionsvorschrift kann man diese Werte nun wieder in Buchstaben übersetzen.